# St.-Remigius-Kirche (Büdingen)

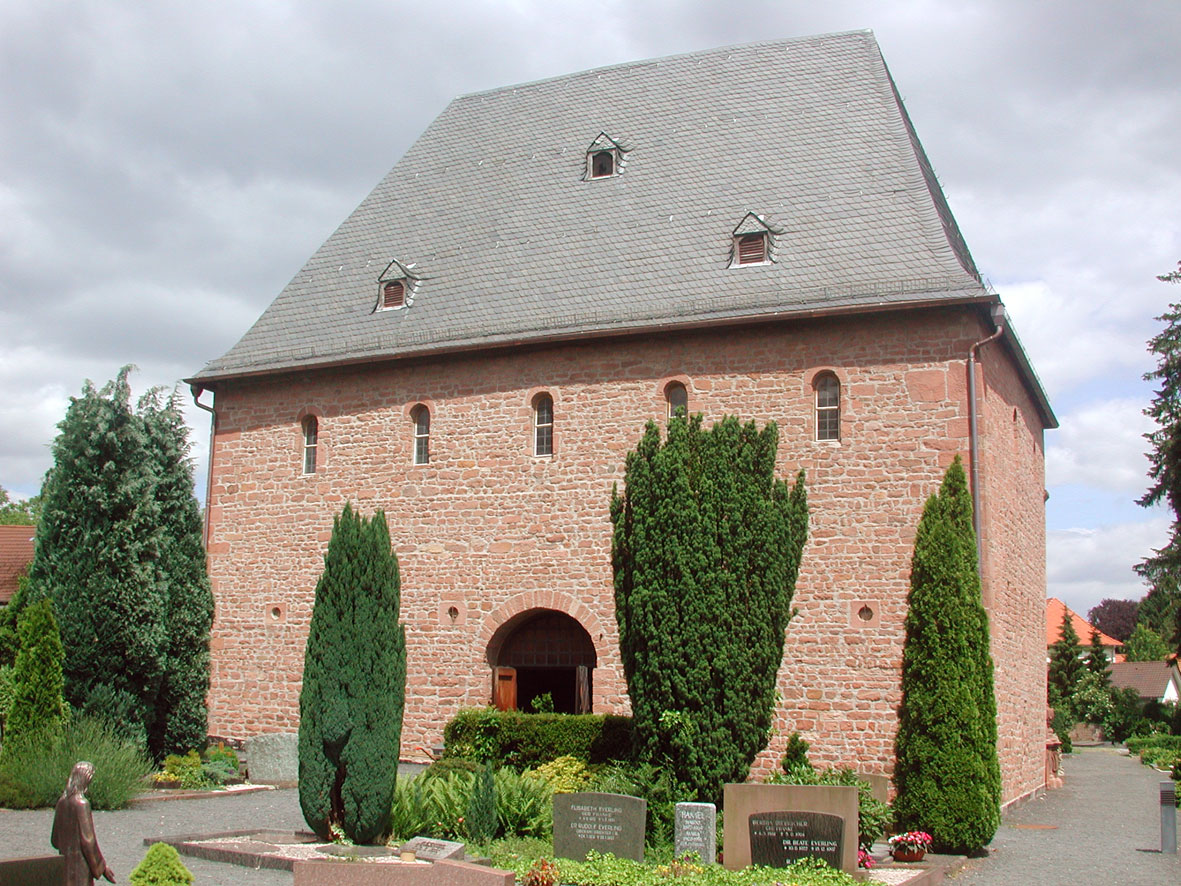
Kirche St. Remigius

Die Kirche St. Remigius in Büdingen ist ein Kulturdenkmal aufgrund des Hessischen Denkmalschutzgesetzes.
Über den Ursprung gibt es keine gesicherten Quellenzeugnisse, es lässt sich jedoch aus archäologischen Befunden, dem Patrozinium und Urkunden das Folgende schließen: Zu Beginn des 8. Jahrhunderts ließ ein fränkischer Gutsherr im heutigen Büdinger Ortsteil Großendorf an der Stelle der heutigen Kirche eine hölzerne Eigenkirche an seinem Hof errichten, wo sie vor den immer wieder auftretenden Hochwassern des Seemenbachs geschützt war. Er ließ das Gotteshaus dem Patrozinium des merowingerisch-fränkischen Nationalheiligen Remigius unterstellen.
In den Überresten des hölzernen Ursprungsbaus fand sich lediglich eine Bestattung, was ein wesentliches Indiz dafür ist, dass es sich um eine Eigenkirche handelte. Die Kirche entstand vermutlich auf dem Gebiet der „curtis“ des Grundherren und stellt die Nachfolgerin eines merowingischen Sprengels dar, der ursprünglich vom Glauberg aus verwaltet wurde. Bei diesem namentlich unbekannten Adligen dürfte es sich um ein Mitglied der Familie „Hartmann“ handeln. Die Existenz dieser Familie wird aus dem häufigen Vorkommen des Leitnamens in Schenkungsurkunden des 10. und 11. Jahrhunderts geschlossen, der in der Gegend unüblich war, aber bei der ab 1131 nach ihrer Burg als Herren von Büdingen bezeichneten Adelsfamilie häufig auftrat. Deshalb geht die Forschung davon aus, dass die Büdinger aus den „Hartmännern“ hervorgegangen sind und es sich bei der St.-Remigius-Kirche um die Eigenkirche dieser regional wichtigen Adelsfamilie handelt.
Im 9. Jahrhundert wurde die Kirche durch einen saalartigen Steinbau ersetzt. Anfang des 11. Jahrhunderts entstand das westliche Querhaus. Etwa 1050 wurden die beiden Gebäudeteile zur jetzigen Höhe aufgestockt. Das Langhaus und das westliche Querhaus wurden durch eine Scheidewand getrennt, die auf mächtigen Säulen steht. Bemerkenswert sind die zehn Kreisfenster, die spätgotischen Wandmalereien und die Fugenschnitte.

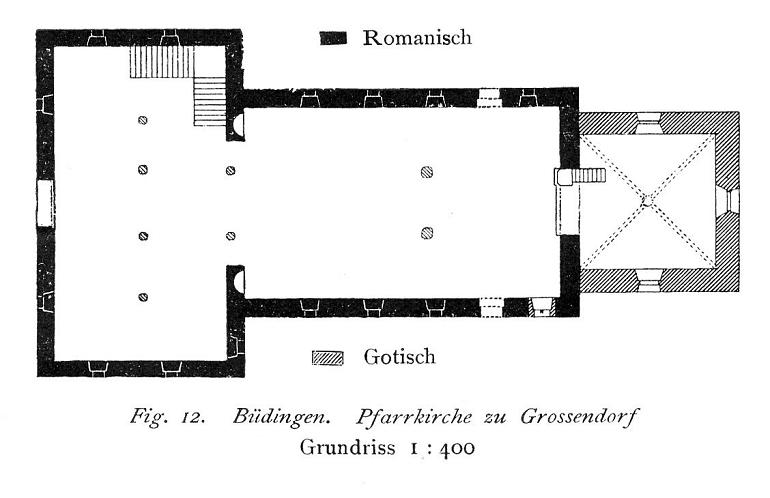
Grundrissskizze der Kirche 1890

Erstmals urkundlich erwähnt wurde die Remigiuskirche im Mai 1265, als Ludwig von Isenburg und seine Frau Heilwig sie zusammen mit der Pfarrkirche in Eckartshausen nebst ihren Einnahmen an die Zisterzienserinnen auf dem Haag bei Lorbach übertrugen.
Das Bauwerk war bis zum Ende des 15. Jahrhunderts die Büdinger Pfarrkirche. Die Aufgabe als Stadtkirche übernahm 1495 mit der Verlegung der Sakramente die 1492 geweihte Marienkirche. Die St.-Remigius-Kirche wurde ab dann und bis heute nur noch als Friedhofskirche genutzt.
Luther von Isenburg, der für den geistlichen Stand bestimmt gewesen und von seinem Vater Ludwig zum Rektor der Pfarrkirche St. Remigius ernannt worden war, führte mehrere Jahre hindurch mit Hilfe seines Vikars die Geschäfte der Pfarrei, bis er schließlich um 1304 von seinem geistlichen Amt zurücktrat, um die Verwaltung seines Erbes zu übernehmen. Als Geistlicher hatte Luther von Isenburg für seine Remigiuskirche besonderes Interesse gezeigt, was sich durch Umbauten und Stiftungen belegen lässt.
Die Remigius-Kirche gilt als Mutterkirche der Kirchen Herrnhaag, Hain-Gründau, Mittel-Gründau, Büches, Wolf, Rinderbügen, Wolferborn, Kefenrod und Hitzkirchen, während die Orte Vonhausen, Calbach, Orleshausen und Dudenrod eigene Kirchen besaßen.